# Aaron Herrera
Pour les articles homonymes, voir Herrera.
Aaron Herrera né le 6 juin 1997 à Las Cruces au Nouveau-Mexique, est un footballeur international guatémaltèque jouant au poste d'arrière droit au D.C. United en MLS.

## Biographie

### Débuts et formation
Natif de Las Cruces, Aaron Herrera fait ses débuts sportifs aux Strikers FC, un petit club de sa ville natale. Il est repéré par Freddy Juarez (en), entraîneur du RSL-Arizona. Puis, il rejoint à l'âge de 15 ans l'académie du Real Salt Lake, qui est située en Arizona,. Le 21 juillet 2014, il perd la finale du championnat de USSDA des moins de 16 ans face au Galaxy de Los Angeles (défaite 2-0). Il marque un triplé, dont un but magnifique d'une sublime bicyclette acrobatique contre Arsenal FC le 10 mars 2015 (victoire 9-0),.
Puis, il obtient son diplôme de secondaire à Vista Grande High School de Casa Grande, en Arizona en 2015. Il joue ensuite au soccer au niveau universitaire à l'Université du Nouveau-Mexique, à Albuquerque, entre 2015 et 2017,. Le 29 août 2015, il participe à son premier match en tant que titulaire avec les Lobos face aux Bruins de l'UCLA (défaite 1-0). Le 18 septembre, il délivre sa première passe décisive en faveur de son coéquipier Niko Hansen face aux Bears de Missouri State (victoire 1-0).
La saison suivante, il est nommé meilleur joueur défensif de la semaine de la C-USA le 29 août 2016,. Il inscrit son premier but avec les Lobos face aux Mustangs de Cal Poly le 4 septembre (victoire 2-0),. Puis, le 4 octobre, il inscrit son deuxième but de la saison face aux Lions de Loyola Marymount (victoire 3-0). Le 13 novembre, il remporte le tournoi de la Conference USA (en) face aux Panthers de FIU (victoire 3-0),. Les Lobos participent aux séries éliminatoires du championnat de la NCAA, mais perdent au deuxième tour face aux Huskies de Washington (défaite 4-1). 
Lors de sa troisième année à l'UNM, il délivre deux passes décisives pour ses coéquipiers Alex Vedamanikam et Antoine Vial face aux Matadors de CSUN (en) le 8 septembre 2017 (victoire 2-1),. Le 10 septembre, il inscrit son premier but de l'année contre les Anteaters de l'UC Irvine (victoire 2-1) et nommé meilleur joueur du tournoi de début de saison, Grange et Ashwill Invitational,. Nommé dans l'équipe-type de la semaine de TopDrawerSoccer (en) le 12 septembre. Il inscrit un nouveau but face au Thundering Herd de Marshall (victoire 1-2), puis un autre face aux Lions de Loyola Marymount (victoire 0-3) et face aux Owls de Florida Atlantic le match d'après (victoire 3-1),. Il inscrit son cinquième et dernier but de la saison face aux Bruins de l'UCLA (1-1),. Il remporte la distinction du meilleur joueur défensif et membre de l'équipe-type du championnat de la C-USA le 7 novembre,. Le 18 décembre, il est nommé dans la deuxième équipe-type de TopDrawerSoccer (en). En 54 rencontres, il inscrit 7 buts et 7 passes décisives avec les Lobos du Nouveau-Mexique.
Aaron Herrera continue à jouer au soccer pendant ses vacances d'été, lorsqu'il rejoint le FC Tucson en PDL. Le 28 mai 2016, il fait ses débuts en tant que titulaire en PDL contre le FC Golden State Force et délivre également une passe décisive (victoire 2-5). À la fin de la saison régulière, il remporte la division Sud-Ouest, mais ils sont éliminés en finale de conférence par les Foothills de Calgary le 23 juillet (défaite 1-2),. La suivante suivante, il remporte la division Mountain, mais ils sont éliminés en demi-finale de conférence par le Fuego de Fresno le 21 juillet 2017 (défaite 0-1),. Il dispute quatorze matchs et délivre une passe décisive avec le FC Tucson entre 2016 et 2017,.

### Real Salt Lake
Aaron Herrera signe avec le Real Salt Lake son premier contrat en tant que Homegrown Player le 15 décembre 2017. Il devient le quatorzième Homegrown Player de l'histoire de la franchise. Il devait jouer contre le FC Dallas en match d’ouverture de la saison avant de se blesser aux ischio-jambiers et devient indisponible pour six semaines,. Le 7 avril 2018, il fait ses débuts avec l'équipe réserve en USL, face au Rising de Phoenix (victoire 1-0). Puis, le 9 mai, il délivre sa première passe décisive en USL en faveur de son coéquipier Juan Mare face aux Rangers de Swope Park (victoire 4-1).
Il faut alors attendre le 26 mai, pour qu'il fasse ses débuts en MLS face aux Sounders de Seattle. Lors de ce match, il entre en jeu à la fin de la rencontre, à la place d'Albert Rusnák (victoire 0-1). Le 21 juillet, il dispute sa première rencontre en tant que titulaire en MLS, face aux Rapids du Colorado (2-2). Il réussit à obtenir sa place dans le onze de départ. Il dispute vingt rencontres pour sa première saison professionnelle.
La saison suivante, il s'impose comme un titulaire à part entière en défense. Le 3 juillet 2019, il délivre sa première passe décisive en MLS en faveur de son coéquipier Sam Johnson face aux Crew de Columbus (victoire 1-0). Dix jours plus tard, il délivre sa deuxième passe décisive de la saison en faveur de son coéquipier Jefferson Savarino face à Philadelphie (victoire 4-0). Puis, le 14 août, il délivre sa troisième et dernière passe décisive de la saison face aux Sounders de Seattle (victoire 3-0). Il ne manque que deux matchs de championnat. Il remporte la distinction du meilleur joueur défensif de l'année du Real Salt Lake le 19 octobre. Il prolonge son contrat de quatre années avec le RSL le 13 décembre.
Au début de la saison 2020, il délivre son unique passe décisive de la saison en faveur de son coéquipier Damir Kreilach face aux Red Bulls de New York (1-1). Après deux semaines d'activités dans la MLS, le championnat est suspendu en raison de la pandémie de Covid-19 aux États-Unis. C’est dans ce contexte très particulier que Herrera retrouve les terrains quatre mois après, à l’occasion du tournoi nommé MLS is Back,. Il participe à quatre rencontres du tournoi et le RSL termine troisième de leur groupe. Malgré l'élimination en huitièmes de finale par les Earthquakes de San José (défaite 5-2), il a fait des bonnes performances durant ce tournoi,. Il remporte pour la deuxième fois la distinction du meilleur joueur défensif de l'année du RSL le 8 novembre.
Selon un rapport de Sky Sport (it), plusieurs clubs de Serie A surveillent Herrera, dont Benevento Calcio, mais le club déclare qu'il a reçu aucune offre pour son joueur,.

### CF Montréal
Le 21 décembre 2022, le CF Montréal obtient le transfert d'Aaron Herrera en provenance du Real Salt Lake en contrepartie de 500 000 dollars en argent d'allocation, d'un choix de première ronde au MLS SuperDraft 2023 et d'une place de joueur étranger pour 2023. Le Real Salt Lake conserve un pourcentage sur une potentielle revente si celle-ci atteint un certain seuil qui n'a pas été dévoilé. Herrera est alors la deuxième recrue montréalaise dans l'entre-saison après George Campbell (en).
Arrivé pour pallier le départ d'Alistair Johnston vers le Celtic FC, Aaron Herrera est titularisé dès la première rencontre de la saison 2023, dans une défaite 2-0 face à l'Inter Miami CF le 25 février 2023. Il enchaîne alors trois départs avant d'être absent pour le match d'ouverture locale au Stade olympique de Montréal et la première victoire (3-2) de la saison face à l'Union de Philadelphie le 18 mars,.

### D.C. United
Son contrat est prolongé par D.C. United à l'issue de la saison 2024 pour une saison supplémentaire.

### Carrière internationale

#### Premiers pas avec les États-Unis
Aaron Herrera est sélectionné avec l'équipe des États-Unis des moins de 20 ans pour participer au championnat de la CONCACAF des moins de 20 ans en 2017. Lors de cette compétition organisée au Costa Rica, il dispute une seule rencontre. Les Américains remportent le tournoi en battant le Honduras en finale,. Il dispute dans la foulée la Coupe du monde des moins de 20 ans organisée en Corée du Sud. Lors du mondial junior, il joue trois matchs. Les Américains sont éliminés en quart de finale par le Venezuela,.
Le 24 janvier 2021, Aaron Herrera est convoqué pour la première fois en équipe des États-Unis par le sélectionneur national Gregg Berhalter, pour un match amical contre Trinité-et-Tobago. Le 31 janvier 2021, il honore sa première sélection face à Trinité-et-Tobago. Lors de ce match, il commence la rencontre comme titulaire, et sort du terrain à la 78e minute de jeu, en étant remplacé par Tanner Tessmann. Le match se solde par une large victoire 7-0 des Américains.
Le 1er mars 2021, il est retenu dans la pré-liste de trente-et-un joueurs pour le tournoi pré-olympique masculin de la CONCACAF 2020 avec les moins de 23 ans,. Dix jours plus tard, il est retenu dans la liste finale de vingt joueurs appelés à disputer le tournoi.

## Statistiques

### Statistiques en club
| Saison                | Club                  | Championnat           | Championnat | Championnat | Championnat | Coupe(s) nationale(s) | Coupe(s) nationale(s) | Coupe(s) nationale(s) | Compétition(s) continentale(s) | Compétition(s) continentale(s) | Compétition(s) continentale(s) | Compétition(s) continentale(s) | Séries | Séries | Séries | États-Unis Guatemala | États-Unis Guatemala | États-Unis Guatemala | Total | Total | Total |
| Saison                | Club                  | Division              | M.          | B.          | P.d.        | M.                    | B.                    | P.d.                  | Comp.                          | M.                             | B.                             | P.d.                           | M.     | B.     | P.d.   | M.                   | B.                   | P.d.                 | M.    | B.    | P.d.  |
| 2018                  | Real Monarchs         | USL                   | 5           | 0           | 1           | -                     | -                     | -                     | -                              | -                              | -                              | -                              | -      | -      | -      | -                    | -                    | -                    | 5     | 0     | 1     |
| 2018                  | Real Salt Lake        | MLS                   | 16          | 0           | 0           | 1                     | 0                     | 0                     | -                              | -                              | -                              | -                              | 3      | 0      | 0      | -                    | -                    | -                    | 20    | 0     | 0     |
| 2019                  | Real Salt Lake        | MLS                   | 32          | 0           | 3           | -                     | -                     | -                     | LC                             | 1                              | 0                              | 0                              | 2      | 0      | 0      | -                    | -                    | -                    | 35    | 0     | 3     |
| 2020                  | Real Salt Lake        | MLS                   | 20          | 0           | 1           | -                     | -                     | -                     | -                              | -                              | -                              | -                              | 1      | 0      | 0      | -                    | -                    | -                    | 21    | 0     | 1     |
| 2021                  | Real Salt Lake        | MLS                   | 29          | 1           | 10          | -                     | -                     | -                     | -                              | -                              | -                              | -                              | 3      | 0      | 0      | 1                    | 0                    | 0                    | 33    | 1     | 10    |
| 2022                  | Real Salt Lake        | MLS                   | 27          | 0           | 2           | 0                     | 0                     | 0                     | -                              | -                              | -                              | -                              | 0      | 0      | 0      | -                    | -                    | -                    | 27    | 0     | 2     |
| Sous-total            | Sous-total            | Sous-total            | 124         | 1           | 16          | 1                     | 0                     | 0                     | -                              | 1                              | 0                              | 0                              | 9      | 0      | 0      | 1                    | 0                    | 0                    | 136   | 1     | 16    |
| 2023                  | CF Montréal           | MLS                   | 17          | 0           | 2           | 0                     | 0                     | 0                     | LCup                           | 0                              | 0                              | 0                              | -      | -      | -      | 4                    | 0                    | 0                    | 21    | 0     | 2     |
| Total sur la carrière | Total sur la carrière | Total sur la carrière | 146         | 1           | 19          | 1                     | 0                     | 0                     | -                              | 1                              | 0                              | 0                              | 9      | 0      | 0      | 6                    | 0                    | 0                    | 163   | 1     | 19    |

## Palmarès
| Lobos du Nouveau-Mexique - Vainqueur du tournoi de la Conference USA (en) en 2016 | États-Unis des moins de 20 ans - Vainqueur du championnat de la CONCACAF des moins de 20 ans en 2017 |  |

### Distinctions personnelles
- Meilleur joueur défensif l'année de la Conference USA en 2017
- Membre de l'équipe-type de la Conference USA en 2017
- Membre de la 2e équipe-type de TopDrawerSoccer (en) en 2017